# Аккум (Таласький район)
Акку́м (каз. Аққұм) — село у складі Таласького району Жамбильської області Казахстану. Адміністративний центр та єдиний населений пункт Аккумського сільського округу.
Населення — 1201 особа (2021; 1417 у 2009, 1437 у 1999, 1888 у 1989).